# Uhlany (obwód miński)
Uhlany (biał. Вугляны, ros. Угляны) – wieś na Białorusi, w obwodzie mińskim, w rejonie mińskim, w sielsowiecie Józefowo.